# Filosofia contemporània
La filosofia contemporània és el nom que reben els diferents corrents filosòfics de la filosofia del segle XIX, la filosofia del segle XX i posteriors. No tenen uns trets homogenis, ja que l'època és el criteri d'agrupació. Els pensadors acostumen a ser professionals (amb la carrera corresponent) que fan recerca, divulgació o altres tasques.

## Característiques
La majoria de pensadors pateixen l'anomenat gir lingüístic, que consisteix a replantejar-se el significat dels termes filosòfics més habituals de la història de la filosofia. La filosofia del llenguatge es torna una branca necessària per a totes les altres, ja que per parlar d'un problema es comença definint els termes, amb totes les connotacions i canvis històrics.
Si bé la filosofia cedeix camps a la ciència empírica (com, per exemple, el paper de la física o la psicologia), alhora també es torna una matèria auxiliar per a totes les disciplines: el bagatge teòric que les fonamenta. Per tant, es parla de filosofia del dret, de l'educació...
Les qüestions bàsiques ja no són ontològiques sinó pràctiques o de sentit i, per tant, pertanyents a l'ètica. La majoria de corrents ètics contemporanis tracten l'ésser humà com a ciutadà i tracten de respondre als nous reptes com la convivència intercultural, el civisme, els dilemes biomèdics, l'ús de la tecnologia o la democràcia. Al segle xxi, ha ressorgit amb força l'estudi de la ment per l'auge de la ciència cognitiva.

## Corrents més destacats

### Filosofia analítica
- Filosofia analítica: És un corrent filosòfic dominant que va centrar l'atenció en la lògica matemàtica, l'anàlisi del llenguatge, i en general, la identificació amb la concepció científica de la natura.
  - Naturalisme filosòfic: És la idea que només les lleis i les forces naturals (a diferència de les sobrenaturals o espirituals) operen a l'univers.[6] Els adherents al naturalisme afirmen que les lleis naturals són les úniques regles que regeixen l'estructura i el comportament del món natural i que l'univers canviant és en totes les etapes producte d'aquestes lleis.
  - Positivisme: És el sistema de filosofia basat en l'experiència i en el coneixement empíric dels fenòmens naturals. En virtut d'això, el positivisme considera la metafísica i la teologia com a sistemes de coneixement imperfectes i inadequats. El terme positivisme va ser utilitzat per primera vegada pel filòsof francès Auguste Comte, autor de l'obra que inaugurà aquest corrent de pensament, Curs de filosofia positiva (6 vols., 1830-1842)
  - Filosofia experimental: Un camp emergent d'investigació filosòfica que utilitza dades empíriques —sovint recopilades mitjançant enquestes que sondegen les intuïcions de la gent comuna— per informar la recerca sobre qüestions filosòfiques antigues i sense resoldre.
  - Filosofia del llenguatge ordinari: L'escola dominant de filosofia analítica a mitjan segle XX.
  - Quietisme: En metafilosofia, la visió que el paper de la filosofia és terapèutic o remedial.
  - Filosofia postanalítica: La filosofia postanalítica descriu un distanciament i un desafiament a la filosofia analítica dominant per filòsofs com Richard Rorty.

### Filosofia continental
- Filosofia continental és un terme que engloba diversos moviments filosòfics europeus dels segles XIX i XX. Específic del món cultural anglosaxó ("continental", aliè, per oposició a "insular" o britànic, propi),[7] és usat pels filòsofs analítics anglosaxons per a agrupar tots aquells corrents filosòfics que es contraposen a la filosofia analítica.[8][9][10]
  - Desconstrucció: és un concepte que s'empra en la filosofia contemporània, la crítica literària i les ciències socials, i que denota un procés pel qual els textos i els llenguatges de la filosofia adquireixen un nou significat a la llum dels seus propis supòsits i absències. Jacques Derrida emprà per primer cop aquest terme els anys seixanta.
  - Existencialisme: és un moviment filosòfic que situa l'existència humana en el centre de la reflexió. No pas l'existència entesa en sentit abstracte, ni tampoc l'existència de les coses o realitats no humanes, sinó l'existència humana concreta.[11]
  - Postestructuralisme: És un conjunt de posicions teòriques que tenen el seu nucli en un discurs autorreflexiu, que és conscient de l'ambigüitat i la complexitat de les interrelacions dels textos i els significats. Es caracteritza per un rebuig de conceptes totalitzadors i essencialistes.[12] El postestructuralisme veu “la realitat” molt més fragmentada, diversa i específica de cada cultura, que l'estructuralisme; si bé continua acceptant que tot el que podem saber es construeix a través dels signes, i es regeix per les regles del discurs
  - Fenomenologia: és una branca de la filosofia que tracta dels fenomens com a continguts de consciència.[13]
  - Escola de Frankfurt és una tendència filosòfica que s'ha anat desenvolupant en successives generacions de pensadors alemanys agrupats entorn de l'Institut de Recerca Social (en alemany: Institut für Sozialforschung) de Frankfurt, creat el 1922. El seu tret més representatiu, si més no a les primeres etapes, fou l'adscripció al marxisme com a base de les seves reflexions.
  - Existencialisme: La filosofia existencial és la "manifestació conceptual explícita d'una actitud existencia que comença amb una sensació de desorientació i confusió davant d'un món aparentment sense sentit o absurd.[14][15]
  - Filosofia postmoderna és escèptica o nihilista envers molts dels valors i supòsits de la filosofia que deriven de la modernitat, com ara que la humanitat tingui una essència que distingeixi els humans dels animals, o la suposició que una forma de govern és demostrablement millor que una altra.
  - Construccionisme social: Un concepte central de la filosofia continental, una construcció social és un concepte o pràctica que és la creació (o artefacte) d'un grup particular.
  - Realisme especulatiu és un moviment filosòfic que busca superar les limitacions del pensament antropocèntric i correlacionista explorant la realitat dels objectes més enllà de la percepció i la representació humanes.
  - Teoria crítica és l'examen i la crítica de la societat i la cultura, basant-se en el coneixement de les ciències socials i les humanitats.

## Filòsofs més destacats

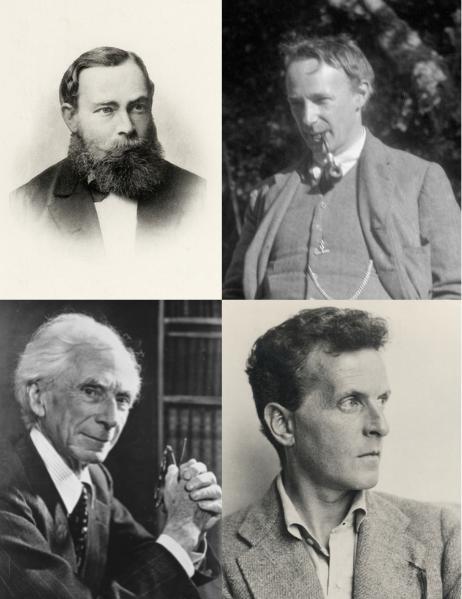
De dalt a baix i d'esquerra a dreta: Gottlob Frege, George Edward Moore, Bertrand Russell i Ludwig Wittgenstein; principals figures de la filosofia analítica.

Entre les figures seminals hi ha Søren Kierkegaard, Sigmund Freud, Friedrich Nietzsche, Ernst Mach i John Dewey. L'epistemologia i la seva base eren la seva preocupació central, com es pot apreciar en el treball de Martin Heidegger, Karl Popper, Claude Lévi-Strauss, Bertrand Russell i Ludwig Wittgenstein. La metafísica orientada fenomenològicament donava suport a l'existencialisme (Jean-Paul Sartre, Simone de Beauvoir, Karl Jaspers, Albert Camus), Gabriel Marcel i finalment a la filosofia postestructuralista amb Jean-François Lyotard, Michel Foucault, Gilles Deleuze, Jacques Derrida. També va ser notable el sorgiment de filòsofs "pop" que promulgaven sistemes per apanyar-se amb el món. A la inversa, alguns filòsofs han intentat definir i rehabilitar velles tradicions filosòfiques, com Hans-Georg Gadamer i Alasdair MacIntyre que han revifat la tradició de l'aristotelisme.
Taula cronològica dels filòsofs de l'edat contemporània:

## Professionalització

### Procés
La professionalització és el procés social pel qual qualsevol ofici o ocupació estableix en el grup normes de conducta, qualificacions acceptables per ser membre de la professió, un col·legi professional o associació per supervisar la conducta dels membres de la professió, i algun grau de demarcació dels aficionats qualificats dels no qualificats.
La transformació en una professió comporta molts canvis subtils en un camp de recerca, però un component més fàcilment identificable de la professionalització és la creixent irrellevància del "llibre" per al camp: "els comunicats de recerca començaran a canviar en formes […] els productes finals moderns dels quals són obvis per a tothom i opressius per a molts. Les investigacions [d'un membre] ja no es plasmaran normalment en llibres dirigits […] a qualsevol que pugui estar interessat en el tema del camp. En canvi, apareixeran normalment com a articles breus dirigits únicament als col·legues professionals, els homes el coneixement d'un paradigma compartit dels quals es pot pressuposar i que resulten ser els únics capaços de llegir els treballs dirigits a ells". La filosofia va experimentar aquest procés cap a finals del segle XIX, i és un dels trets distintius clau de l'era de la filosofia contemporània en la filosofia occidental.
Alemanya va ser el primer país a professionalitzar la filosofia. A finals del 1817, Hegel va ser el primer filòsof nomenat professor per l'Estat, concretament pel Ministre d'Educació prussià, com a efecte de la Reforma napoleònica a Prússia. Als Estats Units, la professionalització va sorgir de les reformes del sistema d'ensenyament superior estatunidenc, basat en gran manera en el model alemany.La profesionalització a Anglaterra va anar també lligada a l'evolució de l'ensenyança superior.
El resultat de la professionalització de la filosofia ha significat que el treball que es realitza en aquest camp ara és gairebé exclusivament dut a terme per professors universitaris amb un doctorat en la matèria que publiquen en revistes altament tècniques, Revista acadèmica. Tot i que continua sent comú entre la població en general que una persona tingui un conjunt de punts de vista religiosos, polítics o filosòfics que considera la seva "filosofia", aquests punts de vista rarament estan informats o connectats amb el treball que es realitza en la filosofia professional avui dia. A més, a diferència de moltes de les ciències per a les quals ha arribat a haver-hi una saludable indústria de llibres, revistes i programes de televisió destinats a popularitzar la ciència i comunicar els resultats tècnics d'un camp científic a la població en general, les obres de filòsofs professionals dirigides a un públic aliè a la professió continuen sent rares.

### La filosofia professional en l'actualitat
Poc després de la seva formació, la Western Philosophical Association i parts de l'American Psychological Association es van fusionar amb l'American Philosophical Association per crear el que avui és la principal organització professional de filòsofs als Estats Units: l'American Philosophical Association. L'associació té tres divisions: Pacífic, Central i Oriental. Cada divisió organitza una gran conferència anual. La més important és la Eastern Division Meeting, que sol reunir uns 2.000 filòsofs i se celebra cada desembre en una ciutat diferent de la costa est. La Eastern Division Meeting és també l'esdeveniment de contractació de personal més gran per a llocs de treball de filosofia als Estats Units, ja que nombroses universitats envien equips per entrevistar candidats a llocs acadèmics. Entre moltes altres tasques, l'associació s'encarrega d'administrar molts dels màxims guardons de la professió. Per exemple, la Presidència d'una Divisió de l'American Philosophical Association es considera un honor professional i l'American Philosophical Association Book Prize és un dels premis més antics de filosofia.

## Per saber-ne més
La profesionalització de la filosofía
- Campbell, James, A Thoughtful Profession: The Early Years of the American Philosophical Association. Open Court Publishing (2006)

La divisió entre filosofia analítica i filosofia continental
- James Chase & Jack Reynolds, "Analytic versus Continental: Arguments on the Methods and Value of Philosophy" Durham: Acumen (2011)
- James Luchte,'Martin Heidegger and Rudolf Carnap: Radical Phenomenology, Logical Positivism and the Roots of the Continental/Analytic Divide,' Philosophy Today, Vol. 51, No. 3, 241–260 (Fall, 2007)
- Levy, Neil "Analytic and Continental Philosophy: Explaining the Differences", Metaphilosophy. Vol. 34, No. 3, April (2003)
- Prado, C.G. A House Divided: Comparing Analytic and Continental Philosophy Humanity Books (2003)
- Weinberg, Justin An Empirical Approach to the Analytic-Continental Divide (2021)

Filosofia Analítica
- Dummett, Michael Origins of Analytical Philosophy. Harvard University Press (1996)
- Floyd, Juliet Future Pasts: The Analytic Tradition in Twentieth-Century Philosoph Oxford University Press (2001)
- Glock, Hans-Johann What is Analytic Philosophy?. Cambridge University Press (2008)
- Martinich, A.P. Analytic Philosophy: An Anthology (Blackwell Philosophy Anthologies). Wiley-Blackwell (2001)
- Martinich, A.P. A Companion to Analytic Philosophy (Blackwell Companions to Philosophy). Wiley-Blackwell (2005)
- Soames, Scott, Philosophical Analysis in the Twentieth Century, Volume 1: The Dawn of Analysis. Princeton University Press (2005)
- Soames, Scott, Philosophical Analysis in the Twentieth Century, Volume 2: The Age of Meaning. Princeton University Press (2005)
- Stroll, Avrum Twentieth-Century Analytic Philosophy. Columbia University Press (2001)
- Williamson, Timothy The Philosophy of Philosophy (The Blackwell / Brown Lectures in Philosophy). Wiley-Blackwell (2008)

Filosofia Continental
- Cutrofello, Andrew Continental Philosophy: A Contemporary Introduction. Routledge (2005)